# خواکین پیرو
خواکین پیرو (اسپانیایی: Joaquín Peiró‎؛ زادهٔ ۲۹ ژانویهٔ ۱۹۳۶ – درگذشته ۱۸ مارس ۲۰۲۰) بازیکن فوتبال و مربی فوتبال اهل اسپانیا بود.
از باشگاه‌هایی که در آن بازی کرده‌است می‌توان به باشگاه فوتبال اینتر میلان، باشگاه فوتبال آ.اس. رم، باشگاه فوتبال اتلتیکو مادرید، باشگاه فوتبال تورینو، و باشگاه فوتبال رئال مورسیا اشاره کرد.
وی همچنین در تیم‌های ملی فوتبال زیر ۲۱ سال اسپانیا، Spain B، و اسپانیا بازی کرده‌است.

## افتخارات

### بازیکن
رئال مورسیا
- سگوندا دیویسیون: ۱۹۵۴–۵۵

اتلتیکو مادرید
- کوپا دل ری: 1959–60, 1960–61
- جام برندگان جام اروپا: جام در جام اروپا ۶۲–۱۹۶۱

اینتر
- سری آ: 1964–65, ۱۹۶۵–۶۶
- لیگ قهرمانان اروپا: جام باشگاه‌های اروپا ۶۵–۱۹۶۴
- جام بین قاره‌ای فوتبال: ۱۹۶۴، ۱۹۶۵

آ. س رم
- جام حذفی فوتبال ایتالیا: ۱۹۶۸–۶۹

### مربی
مالاگا
- سگوندا دیویسیون: ۱۹۹۸–۹۹
- جام اینترتوتو: ۲۰۰۲